# Каменцы (Московская область)
Каменцы — деревня в Орехово-Зуевском муниципальном районе Московской области. Входит в состав сельского поселения Дороховское. Население — 25 чел. (2010).

## Расположение
Деревня Каменцы расположена в юго-восточной части Орехово-Зуевского района, примерно в 31 км к юго-востоку от города Орехово-Зуево. Высота над уровнем моря 140 м.

## История
На момент отмены крепостного права деревня принадлежала помещику Кознову. После 1861 года деревня вошла в состав Старовской волости Егорьевского уезда. Приход находился в селе Красное.
В 1926 году деревня входила в Запутновский сельсовет Красновской волости Егорьевского уезда.
До 2006 года Каменцы входили в состав Дороховского сельского округа Орехово-Зуевского района.

## Население
В 1885 году в деревне проживало 199 человек, в 1905 году — 287 человек (138 мужчин, 149 женщин), в 1926 году — 248 человек (103 мужчины, 145 женщин). По переписи 2002 года — 28 человек (15 мужчин, 13 женщин).
| 1859 | 1868 | 1885 | 1905 | 1926 | 2002 | 2006 |
| ---- | ---- | ---- | ---- | ---- | ---- | ---- |
| 196  | ↘159 | ↗199 | ↗287 | ↘248 | ↘28  | ↘22  |
| 2010 |      |      |      |      |      |      |
| ↗25  |      |      |      |      |      |      |